# Fredrik Lindström
Pour les articles homonymes, voir Lindström.
Fredrik Lindström, né le 24 juillet 1989 à Örnsköldsvik, est un biathlète suédois en activité de 2008 à 2019. Il est champion olympique de relais en 2018 et deux fois médaillé de bronze individuellement aux Championnats du monde.

## Carrière
Sa carrière chez les séniors débute alors qu'il n'a que 19 ans, lors d'une épreuve de Coupe du monde à Hochfilzen en 2008. Il obtient ses premiers résultats dans le top 5 lors de la saison 2010-2011. Mais c'est n'est que la saison suivante, qu'il remporte sa première victoire, lors du sprint à Antholz le 20 janvier 2012, devançant tous les favoris.
Lors des Championnats du monde 2012 à Ruhpolding, il décroche une médaille de bronze lors de la mass start, derrière le Français Martin Fourcade et son compatriote Björn Ferry. Aux mondiaux de 2013 à Nové Město na Moravě, il obtient une nouvelle médaille de bronze lors de l'individuel, derrière Martin Fourcade et l'Américain Tim Burke.  
Aux Jeux olympiques d'hiver de 2014, après trois résultats dans le top vingt, il se classe sixième de la mass start.
En ouverture de la saison 2016-2017, le Suédois retrouve le haut du classement à domicile à Östersund, avec une deuxième  place sur le sprint, trois ans après son dernier podium individuel obtenu au même endroit.
En janvier 2018, Lindström est à nouveau gagnant d'un relais en Coupe du monde à Oberhof, marquant l'émergence d'une nouvelle génération suédoise.
Aux Jeux olympiques d'hiver de 2018, après une huitième place sur l'individuel, Lindtröm en tant que dernier membre de son équipe contribue au premier titre olympique du relais pour la Suède. En duel avec Emil Hegle Svendsen sur le dernier tir, il est plus adroit que le Norvégien qui doit faire un tour de pénalité et s'envole vers la victoire. Quelques semaines plus tard, il monte sur son septième et dernier podium individuel en Coupe du monde au sprint de Tioumen.
Il fait de très rares apparitions en Coupe du monde lors de l'hiver 2018-2019 et participe pour la dernière fois aux Championnats du monde, disputant seulement le sprint et le relais. Il met un terme à sa carrière à la fin de la saison.
Bien après la fin de sa carrière, il complète son palmarès en récupérant deux médailles de bronze en relais à la suite de la disqualification tardive des Russes à cause du dopage d'Ustyugov sur des épreuves que les Suédois avaient terminées initialement au pied du podium : la première aux Jeux olympiques de 2010, la seconde aux championnats du monde de 2011.

## Palmarès

### Jeux olympiques d'hiver
| Épreuve / Édition                | Individuel | Sprint | Poursuite | Départ groupé | Relais                              | Relais mixte                     |
| Jeux olympiques 2010 Vancouver   | 76e        | 37e    | 32e       | —             | Médaille de bronze, Jeux olympiques | Épreuve inexistante à cette date |
| Jeux olympiques 2014 Sotchi      | 15e        | 18e    | 13e       | 6e            | 9e                                  | —                                |
| Jeux olympiques 2018 PyeongChang | 8e         | 39e    | 29e       | 15e           | Médaille d'or, Jeux olympiques      | 11e                              |

Légende :
- : première place, médaille d'or
- : troisième place, médaille de bronze
- — : Non disputée par Lindtröm
- : épreuve ne figurant pas au programme olympique

### Championnats du monde
| Mondiaux / Épreuve   | Individuel                | Sprint | Poursuite | Départ en masse           | Relais                    | Relais mixte | Relais mixte simple              |
| 2011 Khanty-Mansiïsk | 60e                       | 11e    | 24e       | 10e                       | Médaille de bronze, monde | —            | Épreuve inexistante à cette date |
| 2012 Ruhpolding      | 10e                       | 6e     | 10e       | Médaille de bronze, monde | 16e                       | 4e           | Épreuve inexistante à cette date |
| 2013 Nové Město      | Médaille de bronze, monde | 8e     | 7e        | 12e                       | 10e                       | 13e          | Épreuve inexistante à cette date |
| 2015 Kontiolahti     | 38e                       | 20e    | 24e       | 12e                       | —                         | 16e          | Épreuve inexistante à cette date |
| 2016 Holmenkollen    | 29e                       | 30e    | 34e       | —                         | 7e                        | 12e          | Épreuve inexistante à cette date |
| 2017 Hochfilzen      | 38e                       | 30e    | 17e       | 8e                        | 11e                       | 6e           | Épreuve inexistante à cette date |
| 2019 Östersund       | —                         | 66e    | —         | —                         | 7e                        | —            | —                                |

Légende :
- : troisième place, médaille de bronze
- — : Non disputée par Lindtröm
- : pas d'épreuve

### Coupe du monde
- Meilleur classement général : 6e en 2013.
- 20 podiums (selon l'Union internationale de biathlon, inclus les Jeux olympiques et les Championnats du monde) :
- 7 podiums individuels : 1 victoire, 2 deuxièmes places et 4 troisièmes places
- 12 podiums en relais : 3 victoire, 3 deuxièmes places et 6 troisièmes places.
- 1 podium en relais mixte : 1 victoire.

#### Classements en Coupe du monde
| Saison    | Classement général final | Individuel | Sprint | Poursuite | Mass Start |
| 2008-2009 | 81e                      | nc         | 66e    | nc        |            |
| 2009-2010 | 42e                      | 59e        | 42e    | 35e       | 38e        |
| 2010-2011 | 22e                      | 67e        | 23e    | 17e       | 14e        |
| 2011-2012 | 9e                       | 13e        | 8e     | 19e       | 4e         |
| 2012-2013 | 6e                       | 7e         | 10e    | 4e        | 12e        |
| 2013-2014 | 18e                      | 26e        | 16e    | 18e       | 13e        |
| 2014-2015 | 12e                      | 15e        | 24e    | 8e        | 8e         |
| 2015-2016 | 29e                      | 20e        | 33e    | 26e       | 31e        |
| 2016-2017 | 28e                      | 20e        | 27e    | 34e       | 24e        |
| 2017-2018 | 19e                      | 38e        | 20e    | 14e       | 16e        |
| 2018-2019 | n.c.                     |            | n.c.   |           |            |

#### Victoire
| Saison / Épreuve | Individuel | Sprint  | Poursuite | Mass start | Total |
| 2011-2012        |            | Antholz |           |            | 1     |
| Total            | 0          | 1       | 0         | 0          | 1     |